# كلارنس إي. كوين
كلارنس إي. كوين هو سياسي أمريكي، ولد في 23 ديسمبر 1881 في روك أيلاند في الولايات المتحدة، وتوفي في 27 مايو 1929. نشط حزبياً في الحزب الجمهوري. وقد انتخب نائب حاكم جنوب داكوتا ‏.